# Elastic Band
Elastic Band es una banda de música Pop/Rock formada en 2007 en Granada, España. Integrada por Pablo Román y María Sánchez, están caracterizados por el uso de la mandolina eléctrica y  la utilización  de samplers. La revista Mondosonoro dice de ellos ”en cierto modo, Elastic Band han conseguido ser retro y ser más contemporáneos que la mayoría de bandas que nos rodean a la vez. Con una música para la que es difícil encontrar referentes inmediatos, pero con cierto aire sesentero, con el uso de samplers o una mandolina conectada a un sintetizador de los 70 a la vez que guitarras folk, todo unido en un collage sonoro que cristalizaría ya en su primer disco".

## Historia
Elastic Band surge en 2007 formada por Pablo Román y Daniel Díaz, el punto de partida fue el desprejuicio y la innovación, combinar mandolinas sintetizadas, samplers, banjos y guitarras acústicas. Superponer elementos para acercar su sonido a la idea de collage, sin que su riqueza terminara desvinculándolo de la música pop. 
Siete canciones integraron un primer resultado, 'When the feeling is gone', que ganaba las Demoscópicas de Mondo Sonoro en enero de 2007. Un trío para el directo, la presencia central de la mandolina de Pablo Román y la intensidad del espectáculo como prioridad. Pocos meses después, la actuación del grupo recibe el premio nacional Lagarto Rock. En el show, la técnica se pone pone al servicio de la contundencia, el factor sorpresa y el humor.
La elaboración de 'Boogie Beach Days', el debut de Elastic Band, llevó todo un año. El productor Mike Pelanconi (Lily Allen, Graham Coxon, Gregory Isaacs, etc) daba en Londres el acabado final al sonido del disco, que había sido grabado íntegramente en casa. Antes de ser publicado, el tema A little bit of lovin´ ya sonaba como sintonía del programa 'Como lo oyes', de Radio3. En 2009, la presentación del álbum comenzaba con la gira 'Artistas en Ruta', el grupo era seleccionado por la AIE. Además, eran invitados para participar en el festival estadounidense SXSW. Tras la actuación en el programa 'Buenafuente', realizaban en Madrid una fiesta-concierto en colaboración con Myspace... les seguía un recorrido por todo el panorama nacional.
El sector audiovisual también se sirve de la expresividad de las canciones: Sony Pictures produce la serie norteamericana 'The Unusuals', para la cadena ABC,  incluyendo la música de Boogie Beach Days; Mahou lanza su campaña 'LaWikipeli' con banda sonora del grupo; y pequeñas producciones como  los cortometrajes '00:03:57:21:reponedoras' (Documentamadrid 2009) o 'Cómo conocí a tu padre' (Los Ángeles Film Festival) tienen el sonido de Elastic Band.
En julio de 2009, 'Boogie Beach Days' era seleccionado para optar al Premio de la Unión Fonográfica Independiente 'Mejor Álbum de Pop', los votos de 70.000 internautas lo convierten en ganador. Por su parte, la crítica especializada ha destacado su “experimentación y diversión”, su sonido “genuino y fresco”, su “pop trepidante, iconoclasta” y su “entendimiento entre lo cerebral y lo nervioso, entre la electricidad y la raíz”. En 2010 Daniel Díaz decide abandonar la banda y lo sustituye María Sánchez.
En noviembre de 2011 publican su 2º trabajo 'M oo D' masterizado por Joe Lambert (Deerhunter, Moby, Animal Collective, The National), con el que consiguen consolidarse como banda tras una gira que les lleva por todo el país, participando en diversos festivales y recibiendo muy buenas críticas de la prensa especializada. El sector audiovisual vuelve a  servise de la expresividad de sus canciones, apareciendo así en algunas campañas publicitarias, cortos, sintonías…
Después de periodo de inactividad el 11 de diciembre de 2017 aparece un Teaser anunciando lo que será su tercer álbum titulado “Fun Fun Fun” para el sello Everlasting Records. Días más tarde se distribuye exclusivamente para sus redes sociales el tema “Barry W”, anunciando la publicación de “Fun Fun Fun” para el 16 de marzo de 2018.

## Discografía
- 'Boogie Beach Days'[18]
- 'M oo D'[13]
- 'Fun Fun Fun'

## Reconocimientos y méritos
- 1er Premio Nacional Lagarto Rock 2007
- Artista ganador Demoscópicas de Mondosonoro  2007
- Ganador del Concurso de Bandas MYSPACE 2008
- Mejor Álbum de Pop 2009 Premio de la Unión Fonográfica Independiente UFI[19]